# Rationering
Rationering er en metode til fordeling af varer eller tjenesteydelser i situationer, hvor der er knaphed af de pågældende varer og tjenesteydelser. Rationering kan gennemføres eksempelvis ved at uddele rationeringsmærker, der skal anvendes ved indkøb af de varer, som der er mangel på. 
| Økonomi | Spire Denne artikel om økonomi er en spire som bør udbygges. Du er velkommen til at hjælpe Wikipedia ved at udvide den. |